# 阿法纳西耶瓦市镇
阿法纳西耶瓦市镇（俄语：Афанасьевское муниципальное образование）是俄罗斯联邦伊尔库茨克州图伦区所属的一个市镇。其下辖有3个居民点，行政中心为阿法纳西耶瓦。据2016年统计，该市镇的人口为1088人。